# The Soviettes
The Soviettes is een Amerikaanse punkband uit Minneapolis, Minnesota. Het is opgericht in 2001 door gitarist Annie Holoien, tweede gitarist Maren Macosko, basgitarist Susy Sharp, en drummer Danny Henry.

## Geschiedenis
Annie en Susy, beiden afkomstig uit Fargo, North Dakota, verhuisden naar Minneapolis in 2000 waar ze Bill Morrisette van Dillinger Four ontmoetten. Hij suggereerde dat ze een band konden oprichten met zijn vriendin, Maren. De band namen hun eerste ep, T.C.C.P., op in 2000. Al snel werd Danny gevraagd om als drummer mee te spelen.
In 2003 werd het eerste studioalbum van de band, getiteld LP, uitgegeven via Adeline Records.
Het tweede studioalbum, getiteld LP II, werd in 2004 opgenomen en net zoals voorgaand album door Adeline Records uitgegeven. De band werd rond deze tijd opgemerkt door Fat Wreck Chords en tekende al snel een contract bij dit label. Het eerste nummer dat ze via dit label uitgaven was "Paranoia! Cha-Cha-Cha" voor het verzamelalbum Rock Against Bush, Vol. 1.
Het derde studioalbum, getiteld LP III, werd door Fat Wreck Chords uitgegeven op 28 juni 2005.
De band stopte in 2006 met touren, opnemen en muziek maken. Susy verhuisde bovendien naar Los Angeles, Californië. In 2010 besloot de band om verschillende reünies te organiseren, waarvan de eerste plaatsvond op 18 maart 2010.

## Leden
| Huidige leden - Annie Holoien - gitaar, zang - Susy Sharp - basgitaar, zang - Maren Macosko - gitaar, zang - Mikey Yannich - drums, zang | Voormalige leden - Danny Henry - drums, zang - Lane Pederson - drums |

## Discografie
Albums
- LP (2003)
- LP II (2004)
- LP III (2005)
- Rarities (2010)

Singles en ep's
- T.C.C.P. (2002)
- Alright (2004)
- Roller Girls (2005)

Splitalbums
- The Soviettes/Valentines (2002)
- The Havenot's/The Soviettes (2003)